# Esanthelphusa nani
Esanthelphusa nani is een krabbensoort uit de familie van de Gecarcinucidae. De wetenschappelijke naam van de soort is voor het eerst geldig gepubliceerd in 1984 door Naiyanetr.